# جون ميتشل
جون ميتشل (بالإنجليزية: John Mitchell (Pennsylvania))‏ (و. 1781 – 1849 م) هو سياسي من الولايات المتحدة الأمريكية . تولى منصب أعضاء مجلس النواب الأمريكي، وعضو مجلس نواب بنسلفانيا .
وهو عضو في الحزب الديمقراطي الأمريكي .